# Stormyrtjärnen (Jörns socken, Västerbotten)
Stormyrtjärnen är en sjö i Skellefteå kommun i Västerbotten och ingår i Skellefteälvens huvudavrinningsområde.